# MOD (ファイルフォーマット)
MOD は、コモドール社のホームコンピューターである Amiga で生まれた音楽ファイルフォーマットの1つ、または複数ファイルフォーマットの総称。soundTracker がモチーフになっている。MOD といったとき、XM (FastTracker2), S3M (Scream Tracker), IT (Implse Tracker) などの複数のフォーマットを指すこともあり、また元祖のフォーマットである MOD を指すこともある。
一般的に MIDI とは違いシンセサイザーには音色データがなく、ファイル自体に音色が埋め込まれているため、再現性が高いがMIDIに比べてファイルサイズは大きい。Sample と呼ばれる PCM のサウンドを音階・音量の変更、エフェクトをかけるなどして加工し、これを楽器 (Inststrument) のようにして楽譜を入力する。FastTracker 以降では、一つの Instrument に複数の Sample が使用できる、マルチサンプルに対応している。
MOD を作成するソフトウェアはトラッカー (Tracker) と呼ばれ、多くのものが無料または安価でリリースされている。日本語版のものも存在する。

## 主なMODプレイヤー/トラッカーなど
SoundTracker (.mod)
8-bitPCMサウンドのみがサポートされる。元はAmigaシステム用で、4トラックまで対応（現在は32トラック）。Instrumentsは最大15個まで（後に31個）。パターンは未圧縮。Instrumentの存在は、Sampleの音量調節としての役割のみを果たす。
もともとAmigaシステムは、拡張子は後ろに付けるものではなかったため、この形式のファイル名はmod.*のような形式になっていた。しかし、その後各種システムにもTrackerなどが移植された際、mod.*では再生できないため、*.modとなった。
AHX
この形式はSampleを含まないため、PCMサウンドそのものは含まれないが、シンセサイザーがサウンドを合成するための情報が含まれる。そのため、データ量はとても小さくなり（通常1から4KB）、とても特徴的なサウンドを発する。
AHXはコモドール64とできるだけ似た音となるようデザインされている。
ScreamTracker (.s3m)
FM音源をサポートする。Instrumentsは最大99個までとなり、Sampleのサンプリング周波数が固定されなくなった。
FastTracker (.xm)
16-bit Sample、マルチサンプル、音量・パンのエンベロープ、パターンの基本的な圧縮に対応。また、最大4GBの音色データを収録できる。
チップチューンの共通フォーマットとしてよく使用されている。
Impluse Tracker (.it)
パターンの行数や、サンプルの音質、エフェクトのパラメータにおける制限が大幅に緩和された。Instrumentsの間でSampleを共有できるようになり、Sampleにもパターン同様圧縮される。
このフォーマットは世界各地の作曲家により使用されている。
完全な仕様は、この形式を初めて仕様したImpulse Trackerの毎バージョンに添付されるITTECH.TXTに含まれる。
MadTracker 2 (.mt2)
XMを拡張し、VST等のソフト音源にも対応。
.mo3
MP3/Ogg Vorbis圧縮されたSampleに対応。
AMIGA modplayer for MSX Turbo-R (.mod)
MSX用のMODプレイヤー。MSXでアミーガのMODデータを再生する事ができる。